# Desfibrilador automático implantable

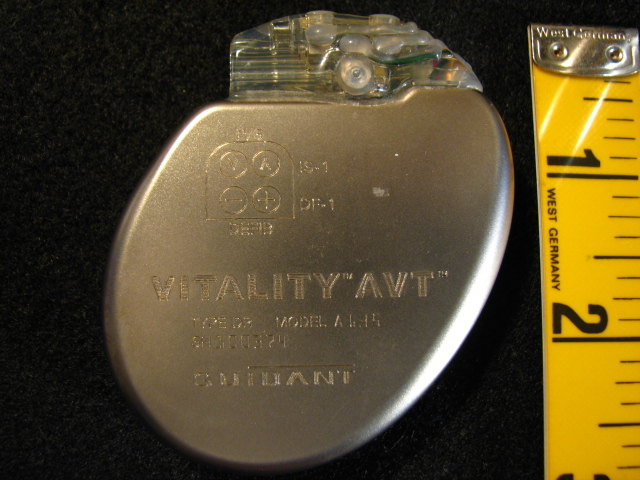
DAI (en inglés ICD, Implantable cardioverter-defibrillator).

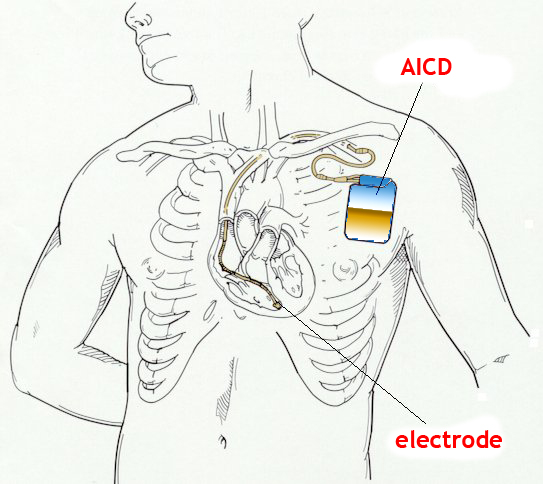
Croquis del artificio médico ya implantado (etiquetas en inglés).

Un desfibrilador automático implantable (DAI) es un producto sanitario implantable activo que puede detectar un ritmo cardíaco anómalo en un paciente y revertirlo automáticamente de un modo previamente programado, mediante la estimulación antitaquicardia o mediante descargas eléctricas. Algunos modelos pueden resincronizar el latido cardíaco mediante la estimulación simultánea de los dos ventrículos. Ocasionalmente puede emplearse como marcapasos.

## Dispositivo
Suele implantarse a nivel pectoral izquierdo, colocando entre uno y tres electrodos a través de la vena subclavia en el ventrículo o la aurícula derechos. Si se trata de un DAI diseñado para realizar terapia de resincronización cardíaca se coloca en el seno coronario.
Consta de dos componentes: 
1. Un generador, consistente en una batería y el circuito encargado de liberar los impulsos eléctricos y recibir e interpretar los impulsos del corazón del paciente. Su duración depende la frecuencia de uso pero puede oscilar entre 5 y 7 años. Para poder ejecutar descargas intensas la batería cuenta con un condensador que acumula la cantidad de carga necesaria para la descarga (la energía máxima varía entre 30 y 45 julios). El peso de los DAI se sitúa en torno a los 70 gramos.[1]
2. Los cables que transmiten los impulsos eléctricos desde el endocardio al generador y a la inversa.

## Funcionamiento

Expresión del latido cardíaco en el registro electrocardiográfico.

### Antitaquicárdico
Mediante el electrodo situado en el ventrículo derecho el DAI puede medir la actividad del ventrículo y si detecta algún criterio de taquicardia peligrosa realiza una descarga (no solamente mide frecuencia de latido, sino que puede detectar si el inicio es repentino, la variabilidad del tramo R-R del electrocardiograma, o las diferentes morfologías del trazado, lo que permite diferenciar una taquicardia sinusal de otro tipo de taquicardias más peligrosas.
Para revertir una taquicardia pueden emplear una descarga eléctrica (choque) o proporcionar secuencias de estimulación menos traumáticas y no dolorosas (a diferencia del choque). Esta modalidad es útil en un gran número de taquicardias ventriculares.

### Antibradicárdico
A modo de marcapasos, si el DAI detecta una frecuencia cardíaca por debajo del punto de corte preprogramado, este puede realizar una estimulación monocameral, bicameral e incluso tricameral, en los DAI más modernos.

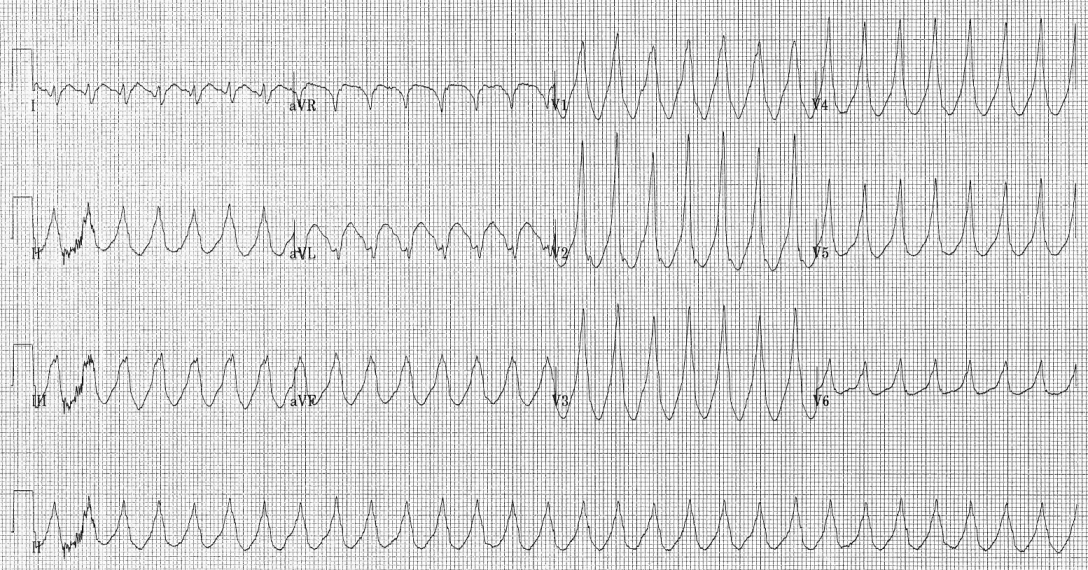
Electrocardiograma con taquicardia ventricular.

### Desfibrilador
Esta es la función con la que fueron diseñados los primeros desfibriladores implantables en la década de los ochenta. Cuando el dispositivo detecta una fibrilación ventricular (arritmia cardíaca muy grave, con mucha frecuencia mortal si no se revierte a tiempo) descarga un choque (bifásico, habitualmente a 18 julios, directamente sobre el ventrículo derecho) que normalmente devuelve al corazón a su ritmo normal. Los dispositivos de última generación sincronizan la descarga con el complejo QRS lo que mejora su eficacia.

### Holter
Mediante esta función el dispositivo puede almacenar datos sobre el ritmo diario del paciente, registrando los episodios de arritmia presentados para que puedan posteriormente ser evaluados por el especialista.

## Indicaciones
Estos dispositivos están indicados en aquellos pacientes que han padecido algún episodio de arritmia ventricular grave cuando los fármacos antiarrítmicos no son eficaces o están contraindicados (prevención secundaria). También se establece una indicación para pacientes con infarto de miocardio o miocardiopatía dilatada y disfunción ventricular con alto riesgo de presentar arritmias graves (prevención primaria).

## Complicaciones
Las principales complicaciones son la infección del implante, la pérdida de integridad de los electrodos, las descargas inapropiadas, o el fallo en la ejecución de la descarga, pero suelen ser, en general, poco frecuentes y controlables.